# Frank Blees
Frank Blees (* 3. Oktober 1959 in Neunkirchen/Saar) ist ein deutscher Opernsänger (Bassbariton).

## Leben
Frank Blees studierte unter anderem bei Erika Köth, Gladys Kuchta, Birgit Nilsson und Walter Berry.
Nach ersten Engagements am Pfalztheater Kaiserslautern und Stadttheater St. Pölten war er von 1988 bis 1990 Mitglied des Opera Forum Jong in Enschede und arbeitete anschließend freischaffend.
Konzerte und Opernaufführungen führten ihn u. a. nach Düsseldorf, Wuppertal, Lübeck, Santiago de Chile, Berlin (Philharmonie), Tiflis, Amsterdam, Zürich, Helsinki, Wien (Konzerthaus), Lissabon, München (Philharmonie im Gasteig), Luxemburg und Köln (Philharmonie). Gastverträge hatte er u. a. am Teatro Massimo di Palermo, Teatro Carlo Felice di Genova, an der Oper Leipzig, am Musiktheater im Revier Gelsenkirchen, Theater Bielefeld, Theater Trier und mit Opera Zuid Maastricht.
Zu seinem umfangreichen Repertoire zählen Figaro in Le nozze di Figaro, Papageno, Sarastro und Sprecher in Die Zauberflöte, Don Pizarro in Fidelio, Dulcamara in L’elisir d’amore, Stadinger in Der Waffenschmied, Biterolf in Tannhäuser, Wotan in Das Rheingold, Filippo in Don Carlos, Dr. Falke und Frank in Die Fledermaus, der Wassermann in Rusalka, der Vater in Hänsel und Gretel, Sharpless in Madame Butterfly und Tierbändiger und Athlet in Lulu sowie Il Conte Robinson in Domenico Cimarosas Il matrimonio segreto, Nardo in Mozarts La finta giardiniera, Robinson in Roman Haubenstock-Ramatis Amerika, Bär Brummel in Krzysztof Meyers Die verzauberten Brüder und Dr. Austin Sloper in Thomas Pasatieris Washington Square.
Von 2007 bis 2012 gehörte er dem Ensemble des Mecklenburgischen Staatstheaters in Schwerin an, wo er schon 2004 den Zsupán in Der Zigeunerbaron verkörpert hatte und bei den Schlossfestspielen 2005 als Conte di Monterone in Rigoletto mitwirkte. In Schwerin war er unter anderem als Sarastro in Die Zauberflöte, Don Basilio in Der Barbier von Sevilla, Komtur in Don Giovanni, Frère Laurent in Gounods Roméo et Juliette, Peter in Humperdincks Hänsel und Gretel, Plumkett in Friedrich von Flotows Martha, als Herzog Blaubart in Béla Bartóks Herzog Blaubarts Burg sowie, ab 2010, in der Titelpartie des Holländers in Richard Wagners Der fliegende Holländer zu erleben, den er später unter anderem auch in einer Neuproduktion des Nationaltheater Brünn sang. An der Oper Leipzig verkörperte er den Hector in Die Trojaner von Hector Berlioz, am Theater Erfurt gastierte er als Dorfrichter Adam in der deutschen Erstaufführung der Oper La brocca rotta von Flavio Testi nach Heinrich von Kleists Der zerbrochne Krug. Am Theater Lübeck war Frank Blees mehrfach als Wotan in Das Rheingold sowie als Sarastro zu erleben, und in Altenburg/Gera trat er wiederholt als Don Basilio in Der Barbier von Sevilla auf. 
Von 2012 bis 2018 gehörte er zum Ensemble der Staatsoperette Dresden, und von 2018 bis 2022 war er Mitglied des Theater Plauen-Zwickau. 2022 schließlich wechselte er an das Mittelsächsische Theater Döbeln-Freiberg, wo er unter anderem Rollen wie Sir John Falstaff in Otto Nicolais komischer Oper Die lustigen Weiber von Windsor, die Titelpartie in Gaetano Donizettis Oper Don Pasquale, den Oberst Ollendorff in der Operette Der Bettelstudent von Carl Millöcker und den Aeskulapius in dem Musical Die Päpstin von Christoph Jilo und Dennis Martin verkörperte.

## Diskografie
- Hubertusmesse. VMS / Codaex Deutschland 1995.
- Johann Strauss: Der lustige Krieg. ORF-Shop, 1999.